# Bert Trautmann
Bernhard Carl Trautmann, detto Bert (Brema, 22 ottobre 1923 – La Llosa, 19 luglio 2013), è stato un allenatore di calcio e calciatore tedesco, di ruolo portiere.

## Biografia
Trautmann fu un soldato tedesco, paracadutista della Luftwaffe durante la seconda guerra mondiale. Combatté sul fronte orientale per tre anni, raggiungendo il grado di Feldwebel e guadagnandosi cinque medaglie, tra le quali una Croce di Ferro di prima classe. In seguito, fu trasferito al fronte occidentale, dove nel 1945 fu catturato dagli inglesi. Fu uno dei 90 uomini del suo reggimento, formato da 1.000 soldati, che si salvarono. Venne poi trasferito in un campo per prigionieri di guerra ad Ashton-in-Makerfield nel Lancashire.
Fu giocando a calcio nel campo di prigionia che Trautmann scoprì la sua vocazione per il ruolo di portiere. Uscito di prigione nel 1948, non tornò in Germania ma si stabilì nel Lancashire, giocando come portiere per la squadra locale del St. Helens Town.
Alla sua vita è ispirato il film del 2019 The Keeper.

## Carriera

### Calciatore
Dopo essersi messo in mostra nelle serie minori col St Helens Town, nell'ottobre del 1949 Trautmann venne ingaggiato dal Manchester City, in First Division, in cui avrebbe dovuto sostituire la leggenda dei Citizens Frank Swift. Tuttavia i tifosi, memori del suo passato nelle truppe aviotrasportate tedesche, non presero bene il suo ingaggio; in 20 000 scesero in piazza, ma non riuscirono a convincere i dirigenti, che fecero firmare il contratto a Bert. I primi tempi a Maine Road furono difficili, bersagliato dai fischi dei propri tifosi, che però dovettero ricredersi grazie alle numerose parate decisive di Trautmann. Giocò la finale della FA Cup 1954-1955 che il City perse contro il Newcastle.
Dopo questa finale, vinta, venne soprannominato immortale, perchè continuò a giocare con le vertebre del collo rotte.

Nella finale di FA Cup del 1956 giocata contro il Birmingham City in uno scontro di gioco con Peter Murphy si dislocò 5 vertebre del collo, e nonostante ciò continuò a giocare; con le sue parate fu fondamentale per il 3-1 finale della sua squadra. Inizialmente svenuto, venne rianimato con i sali e alla fine dell'incontro, mentre gli consegnavano la medaglia, si lamentava di aver il torcicollo. Tre giorni dopo gli fu diagnosticato che aveva il collo spezzato. Successivamente, il recupero da tale infortunio richiese parecchi mesi di tempo. Fu nominato giocatore dell'anno della FWA nel 1956, primo straniero a ricevere tale riconoscimento.
Ancora oggi i tifosi del City hanno un pezzo di stadio intitolato a lui, e dei gruppi hooligans con il nome Traut, una vera leggenda scolpita nella storia del calcio inglese.
Giocò con il Manchester City fino al 1964, totalizzando in totale 545 presenze. Alla sua partita di addio al calcio c'erano circa 60 000 spettatori. Non fece mai parte della Nazionale di calcio della Germania Ovest perché a quel tempo i giocatori tedeschi che giocavano all'estero non venivano presi in considerazione per la nazionale. Le sue uniche gare internazionali furono due convocazioni nel 1960 con la rappresentativa della English Football League, contro Irlanda e Italia.

### Allenatore
Conclusa la carriera calcistica cominciò a fare l'allenatore, allenando squadre prima dei livelli minori del campionato inglese e poi di quello tedesco. Ha quindi allenato diverse nazionali in giro per l'Asia e per l'Africa, ovvero la Birmania, la Tanzania, la Liberia, il Pakistan, e lo Yemen.
Fu nominato nel 1997 ufficiale dell'Ordine al merito di Germania e nel 2004 ufficiale dell'Ordine dell'Impero Britannico per aver migliorato le relazioni tra i due paesi. Nel 2005 entrò nella Hall of Fame del calcio inglese e nel 2011 nella Hall of Fame des deutschen Sports.

## Palmarès

### Club
- Coppa d'Inghilterra: 1

Manchester City: 1955-1956

### Individuale
- Giocatore dell'anno della FWA: 1

1956